# جيم أوسبورن (لاعب كرة قدم أمريكية)
جيم أوسبورن (بالإنجليزية: Jim Osborne)‏ هو لاعب كرة قدم أمريكية أمريكي، ولد في 7 سبتمبر 1949 في سيلفانيا في الولايات المتحدة.

## وصلات خارجية
- جيم أوسبورن على موقع مرجع كرة القدم المحترفة.كوم (الإنجليزية)